# Mohit Chauhan
Pour les articles homonymes, voir Chauhan.
Mohit Chauhan est un chanteur indien qui a commencé sa carrière en chantant de la pop indienne avec le groupe Silk Route. Il a sorti deux albums Boondein et Pehchan avec Silk Route. Le groupe]s'est séparé en 2008, il a ensuite entrepris une carrière solo avec son premier album Kalam qu'il a chanté et composé. Il est apparu dans les séries télévisées comme Mission Ustaad et sur la chaîne de télévision 9X.

## Carrière

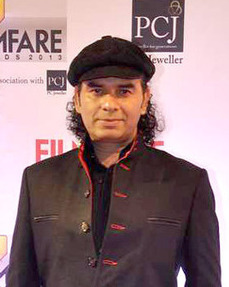
Mohit Chauhan.

Chauhan a eu du succès avec son groupe Silk Route après la séparation, il chante pour les musiques des films Bollywood, il a commencé à chanter pour A.R Rahman sur la bande originale du film Rang De Basanti avec Khoon Chala, son premier succès.
Il continue sur sa lancée en 2007 avec Tum Se Hi du film Jab We Met composé par Pritam, en 2009 il récidive avec quatre tubes : Tu Ne Jo Na Kaha dans New York, Masakali dans Delhi 6 Yeh Doriyan dans Love Aaj Kal et Pehli Baar Mohabbat dans Kaminey, il remporte en 2010 le Filmfare Award du meilleur chanteur playback pour Masakali.
En 2010, il a chanté pour deux musiques de film ayant rencontré un grand succès : Bheegi Si dans Raajneeti et Pee Loon dans Once Upon A Time in Mumbai, deux bandes originales composées par Pritam. Son dernier hit est l'une des chansons de Anjaana Anjaani, Tujhe Bula Diya.

## Discographie

### Albums
- Boondein- Silk Route (1998)
- Pehchan - Silk Route (2000)
- Kalaam  - Silk Route (2008)
- Sar Utha Ke Jiyo (2008)
- FITOOR (2009)

### Films
- Road (1999)
- Main Madhuri Dixit Banna Chahti Hoon (2003)
- Lets Enjoy (2004)
- Main, Meri Patni Aur Woh (2005)
- Rang De Basanti (2006)
- Jab We Met (2007)
- Kismat Konnection (2008)
- Ugly Aur Pagli (2008)
- Welcome to Sajjanpur (2008)
- Fashion (2008)
- EMI (2006)
- Delhi-6 (2009)
- 8 x 10 Tasveer (2009)
- Let's Dance (2009)
- New York (2009)
- Love Aaj Kal (2009)
- Kaminey (2009)
- Tum Mile (2009)
- Well Done Abba (2010)
- Badmaash Company (2010)
- Rajneeti (2010)
- Once Upon A Time In Mumbai (2010)
- Lafangey Parindey (2010)
- Aashayein (2010)
- Robot (2010)
- 'Anjaana Anjaani (2010)
- Crook(2010)
- Dus Tola(2010)
- Isi Life Mein (2010)
- Sedin Dekha Hoyechilo (2010) [Bengali]
- Dil Toh Baccha Hai Ji (2011)
- Tanu Weds Manu (2011)
- Dum Maro Dum (2011)
- Teen Thay Bhai (2011)
- Love U... Mr.Kalakaar (2011)
- Rockstar (film) (2011)
- Paglu (2011) [Bengali]
- Kucch Luv Jaisaa (2011)
- Zindagi Na Milegi Dobara (2011)